# NGC 7478
NGC 7478 is een spiraalvormig sterrenstelsel in het sterrenbeeld Vissen. Het hemelobject werd op 11 augustus 1864 ontdekt door de Duitse astronoom Albert Marth.

## Synoniemen
- KUG 2302+023
- PGC 70418